# Ezodesmus lunatus
Ezodesmus lunatus är en mångfotingart som beskrevs av Masatoshi Takakuwa 1942. Ezodesmus lunatus ingår i släktet Ezodesmus och familjen Xystodesmidae. Inga underarter finns listade i Catalogue of Life.